# Dickie Jeeps
Pas d'image ? Cliquez ici

a Compétitions nationales et continentales officielles uniquement.

b Matchs officiels uniquement.
Dernière mise à jour le 08/03/2017.
Richard Eric Gautrey Jeeps, plus simplement connu sous le nom de Dickie Jeeps, est né le 25 novembre 1931 à Chesterton (Angleterre) et mort le 8 octobre 2016. C’est un joueur de rugby à XV, qui a joué avec l'équipe d'Angleterre, évoluant au poste de demi de mêlée.

## Carrière
Il dispute son premier match înternational le 21 janvier 1956, à l’occasion d’un match contre l'équipe du Pays de Galles, et le dernier contre l'équipe d'Écosse, le 17 mars 1962.
Il participe au Tournoi des cinq nations 1957, où l'Angleterre remporte le grand chelem, le premier depuis les années 1920.
Il compte treize sélections avec les Lions participant aux tournées 1955, 1959 et 1962.

## Palmarès
- Grand Chelem : 1957
- Vainqueur du Tournoi des cinq nations : 1958 et 1960 (à égalité avec la France)

## Statistiques
- Avec l'équipe d'Angleterre
  - 24 sélections dont 13 fois capitaine
  - Sélections par année : 1 en 1956, 4 en 1957, 5 en 1958, 1 en 1959, 4 en 1960, 4 en 1961, 4 en 1962.
  - Tournois des Cinq Nations disputés : 1956, 1957, 1958, 1959, 1960, 1961, 1962
- Avec les Lions britanniques
  - 13 sélections
  - Sélections par année : 4 en 1955 (tournée en Afrique du Sud), 5 en 1959 (tournée en Nouvelle-Zélande+Australie) et 4 en 1962 (tournée en Afrique du Sud)